# Les Mamelles (Kerguelen)
Pour les articles homonymes, voir Mamelle (homonymie).
Les Mamelles sont une montagne des îles Kerguelen s'élevant à 554 m d'altitude.

## Histoire
Edgar Aubert de la Rüe donne son nom à la montagne lors de son expédition aux Kerguelen en 1952.